# Trinity College Dublin

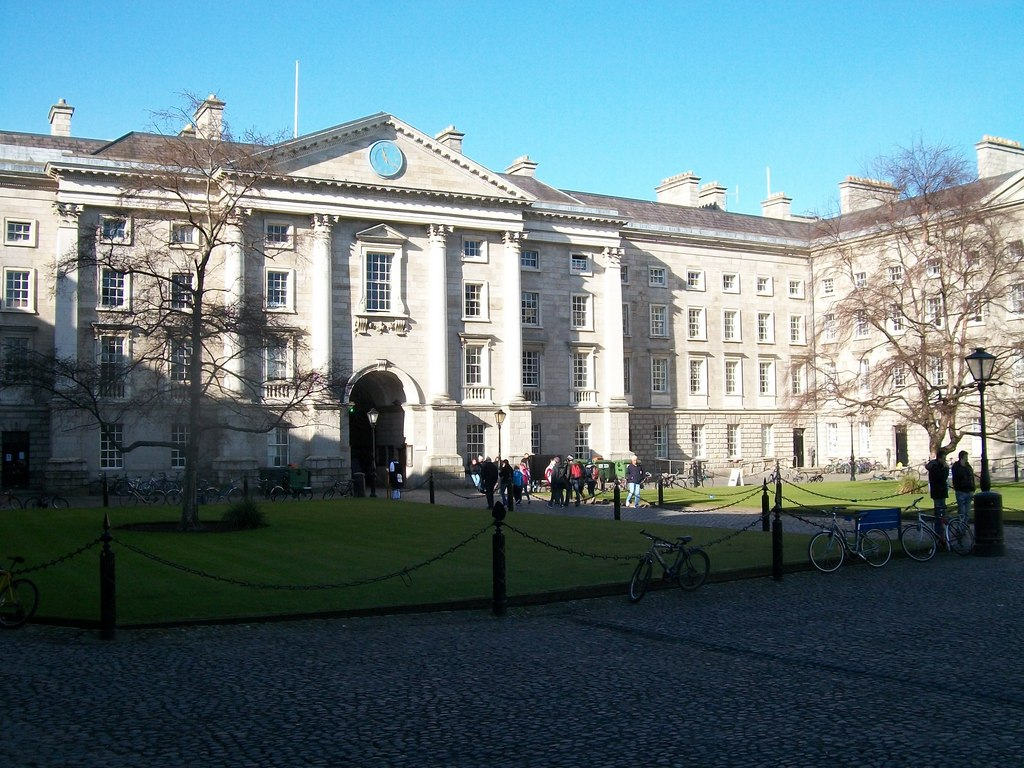
Regent House

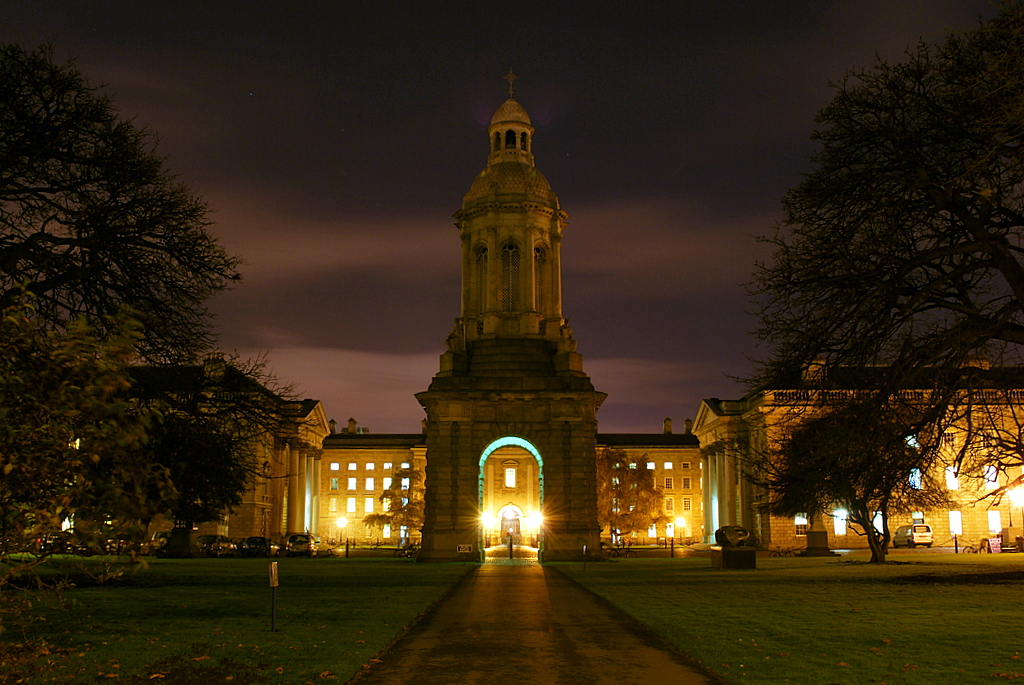
Kampanile

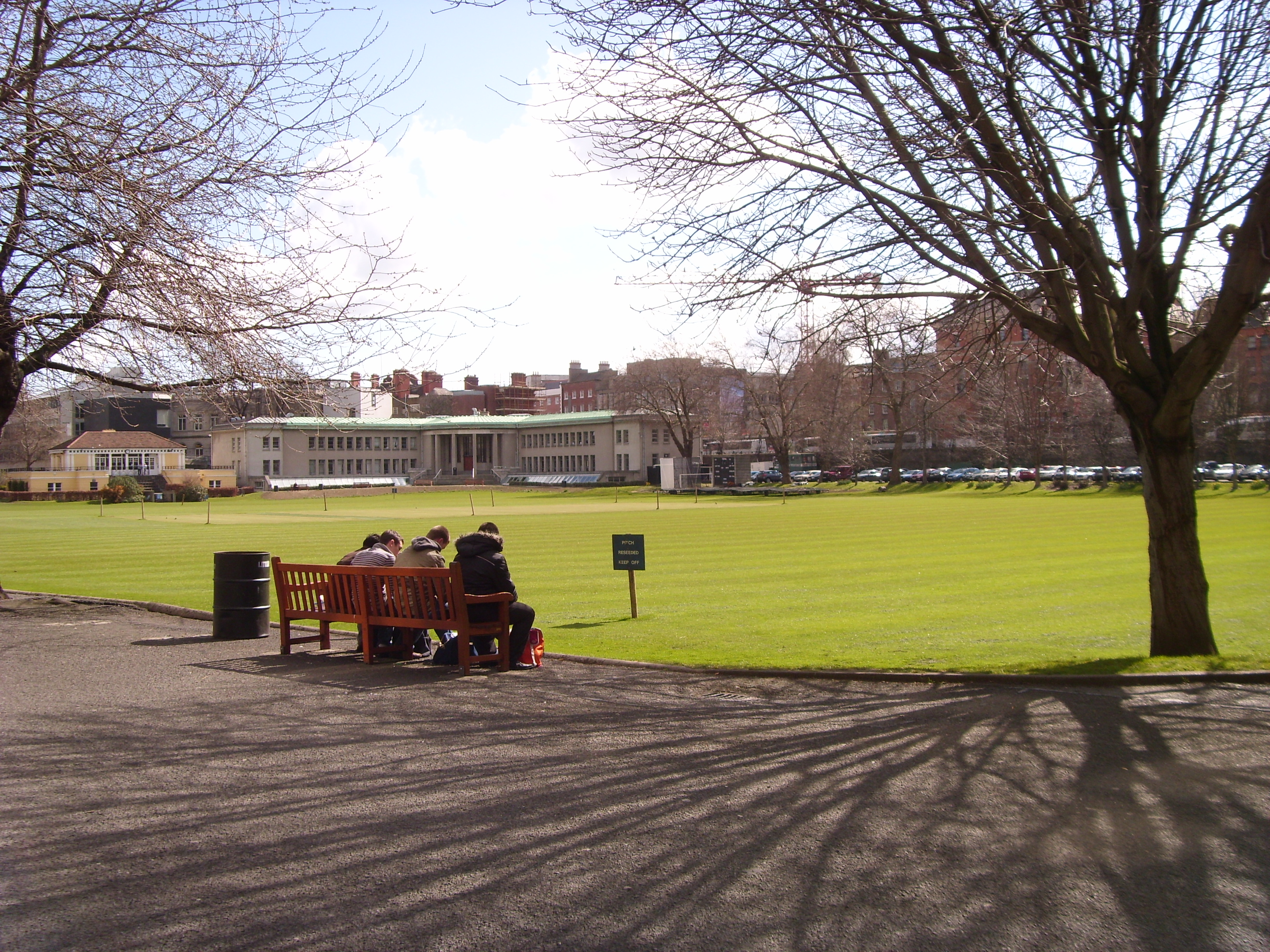
Cricketplatz Trinity College Dublin

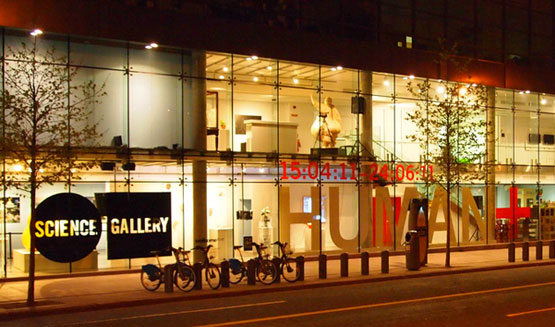
Science Gallery

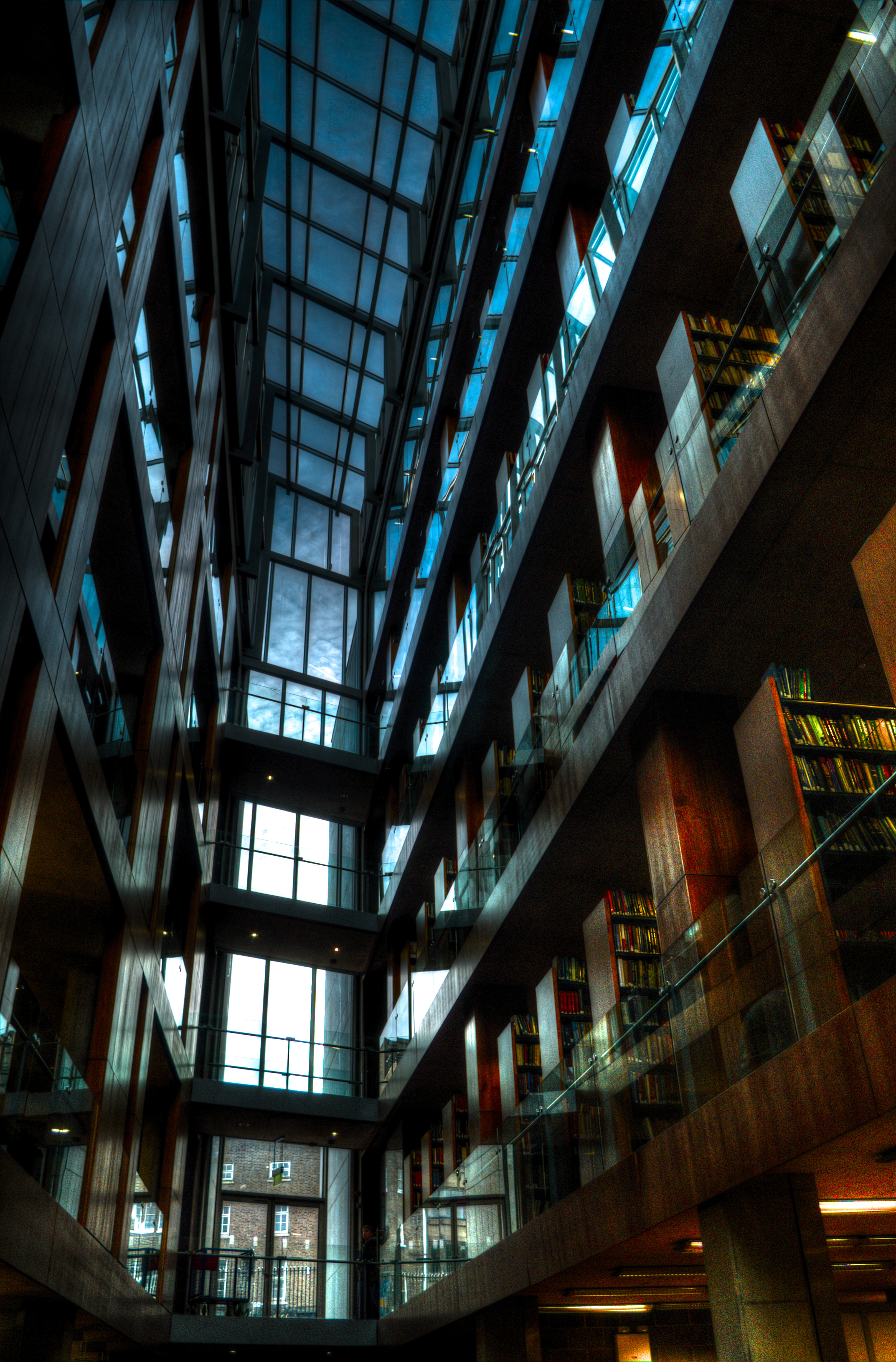
Ussher Bibliothek, Trinity College Dublin

Das Trinity College Dublin (irisch Coláiste na Tríonóide, Baile Átha Cliath) ist eine renommierte Universität in der irischen Hauptstadt Dublin. Die Universität wurde 1592 nach dem Vorbild der Universitäten Oxford und Cambridge gegründet und sollte ebenfalls einen föderativen Charakter haben. Anders als in diesen wurde mit dem Trinity College jedoch nur ein konstituierendes College der University of Dublin eingerichtet; es darf nicht verwechselt werden mit dem University College Dublin, das zur National University of Ireland gehört, oder der Dublin City University, dem ehemaligen National Institute for Higher Education.
Das College hat zwei sogenannte Geschwistercolleges: das St. John’s College der Universität Cambridge sowie das Oriel College der Universität Oxford.
Die Universität ist die älteste Irlands und gehört zu den ältesten der Welt. Das College ist Mitglied der Coimbra-Gruppe – ein 1985 gegründetes Netzwerk teils führender europäischer Universitäten.

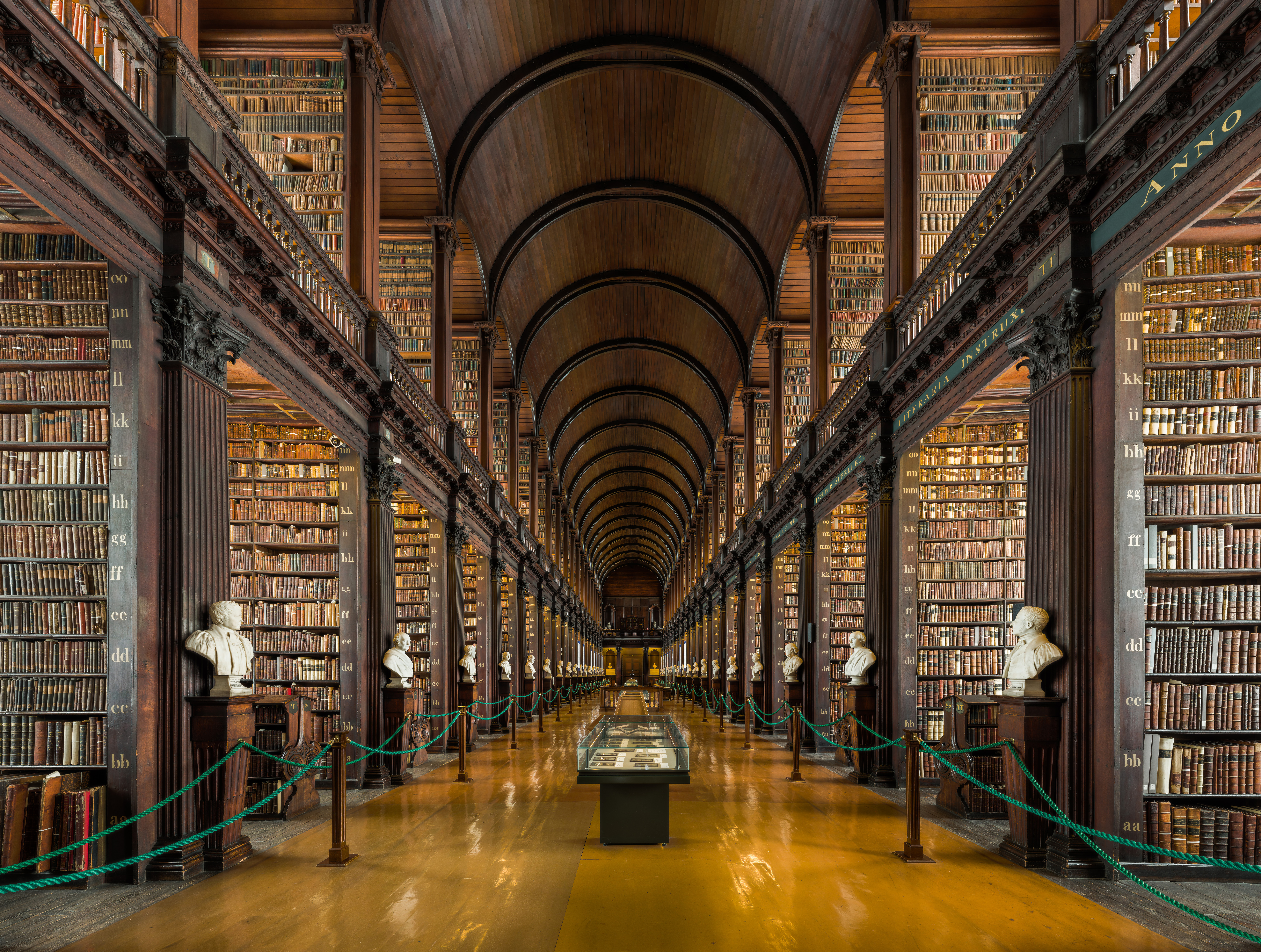
Long Room, Alte Bibliothek

In Rankings wird das Trinity College Dublin konstant als beste Universität Irlands, eine der führenden Universitäten Europas und in der Top 200 weltweit eingestuft. Das relevante Times Higher Education Ranking sieht sie auf Platz 161 der Welt. Seit Januar 2017 ist das Trinity College Dublin Mitglied der League of European Research Universities (LERU), einem Konsortium führender europäischer Forschungsuniversitäten, die großen Einfluss auf EU-Forschungspolitik haben.
Der im Stadtzentrum gelegene historische Campus gilt als einer der schönsten der Welt und zieht viele Touristen an, die die alte Bibliothek und das Book of Kells, das berühmteste mittelalterliche Manuskript der Welt, sehen wollen.

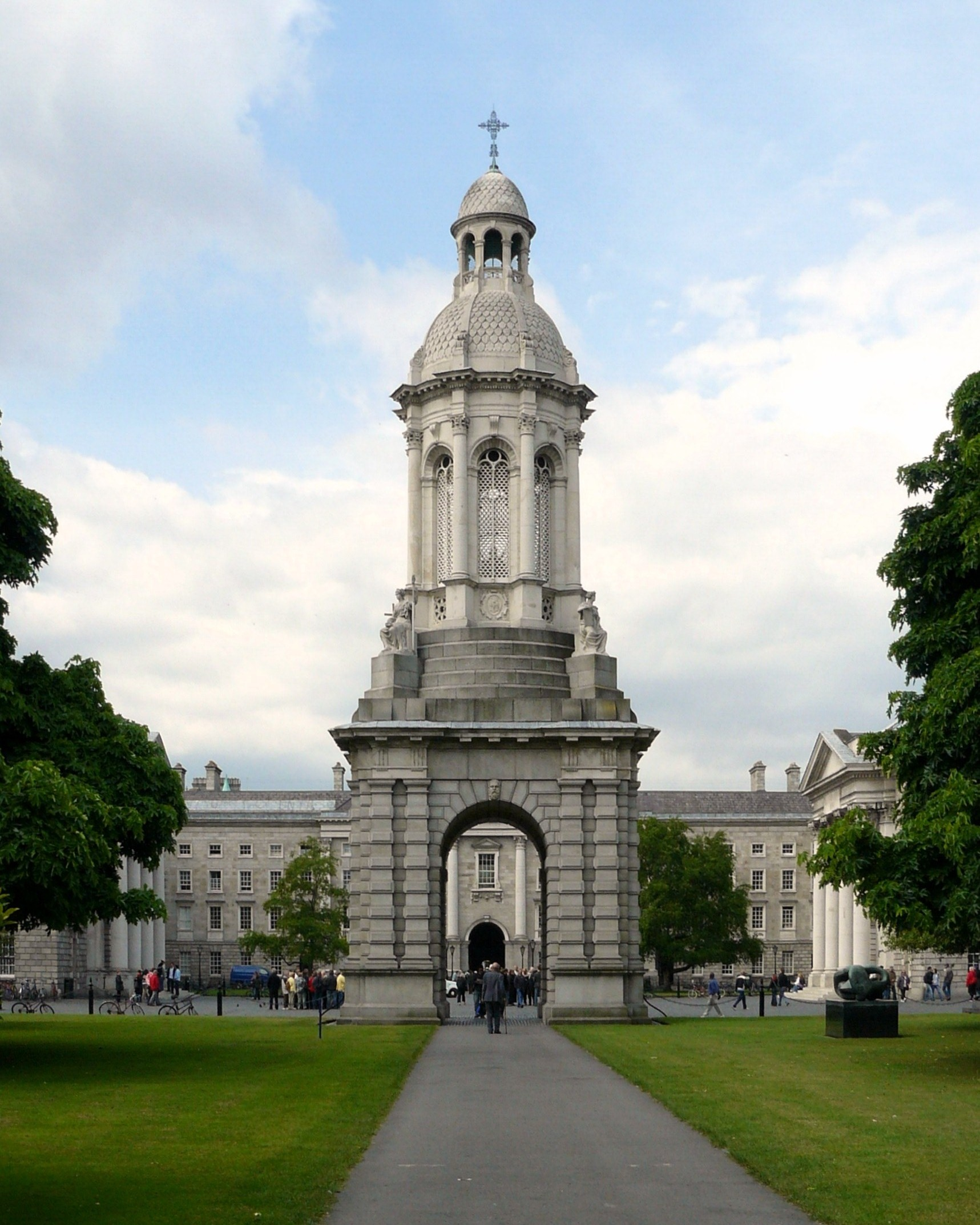
Campanile

Zu berühmten Alumni der Universität gehören die Nobelpreisträger Samuel Beckett, Ernest Walton und William C. Campbell, die Schriftsteller Oscar Wilde, Bram Stoker und Jonathan Swift, der politische Philosoph Edmund Burke und der Mathematiker William Rowan Hamilton.

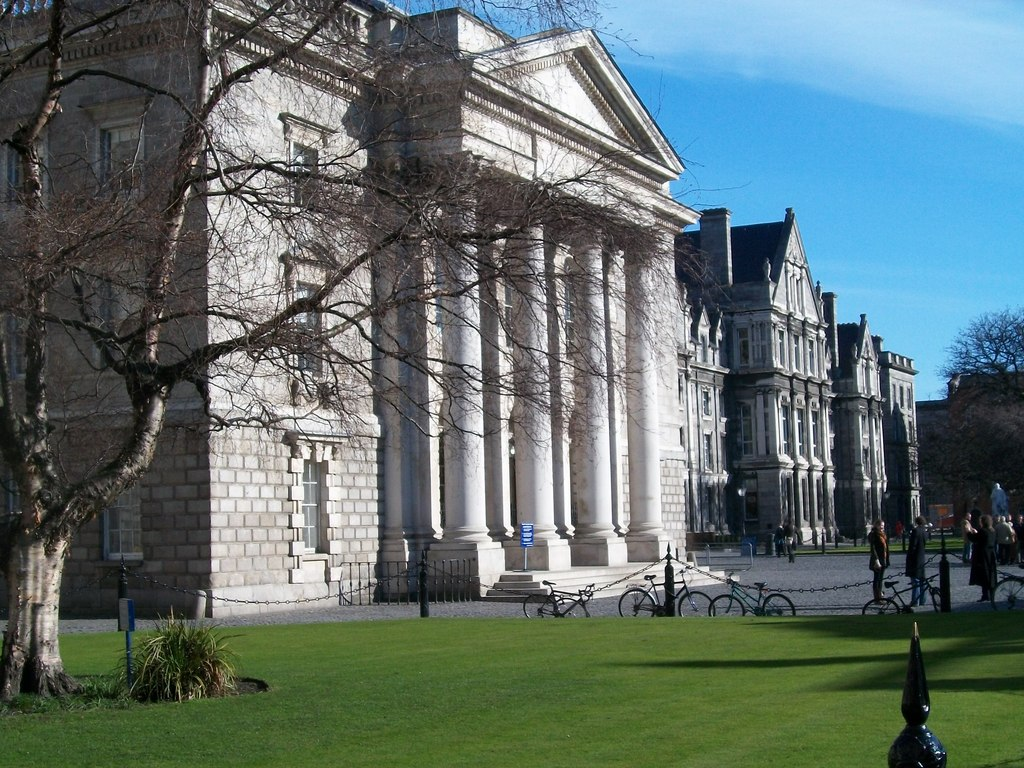
Kapelle

## Geschichte
Das College wurde 1592 von Königin Elisabeth I. als College of the Holy and Undivided Trinity („Universität der Heiligen und Einigen Dreifaltigkeit“) für protestantische Studenten gegründet. Ursprünglich wurde es außerhalb der Stadtmauern Dublins errichtet. Das College wurde vor allem deshalb gegründet, um die Tudor-Monarchie in Irland zu sichern. Obwohl Katholiken und Andersgläubigen bereits seit 1793 der Besuch des Colleges gestattet war, wurden einzelne Restriktionen für diese Personengruppen bis 1873 aufrechterhalten. Unter anderem war es bis zu diesem Zeitpunkt nur Protestanten erlaubt, als Professoren am College tätig zu werden. Von 1871 bis 1970 hat überdies die katholische Kirche in Irland ihren Anhängern den Besuch des Trinity College nur unter Erteilung einer Erlaubnis gestattet.
Das traditionelle Wappen der Universität zeigt die Bibel, Löwe, Burg und Harfe.
Aufgrund der historisch engen Beziehungen zu den Universitäten von Oxford und Cambridge können frühere Studierende des Trinity College Dublin, wenn sie nach ihrem Abschluss an einer dieser beiden englischen Elite-Universitäten weiterstudieren oder arbeiten, ihren Abschluss vom Trinity College Dublin auch noch einmal von einer der Oxbridge-Universitäten ausgestellt bekommen (incorporation). Auch sind diese drei Universitäten die einzigen Universitäten, deren Absolventen ihren Bachelor-of-Arts-Abschluss in einen Master of Arts umwandeln können, ohne ein Master-Studium abgelegt haben zu müssen. Für solch eine Umwandlung des Abschlusses können sich Absolventen sechs bzw. sieben Jahre nach der ersten Immatrikulation bewerben.
Mitte Mai 2024 gehörte die Universität zu einer der ersten, die infolge der Studentenproteste im Zuge des Krieges in Israel und Gaza eine Beendigung der Zusammenarbeit mit israelischen Unternehmen ankündigte. Zudem prüfe die Universität die Fortsetzung von Austauschprogrammen mit israelischen Hochschulen und will künftig mehr Stipendien für palästinensische Studierende vergeben.

## Sehenswürdigkeiten auf dem Gelände
Das College ist inmitten des Stadtzentrums auf dem sogenannten College Green gelegen und gilt als eine der größten touristischen Attraktionen Dublins. Es liegt gegenüber dem ehemaligen irischen Parlament. Das Gelände umfasst 190.000 m². Auf dem Campus befinden sich ein Sportzentrum, zwei Sportplätze, Tennisplätze, eine Wissenschaftsgalerie (Science Gallery), eine Kapelle, Studentenwohnheime sowie eine Vielzahl von Instituten und Bibliotheken. Forbes hat den Campus zu einem der weltweit schönsten gewählt.

### Alte Bibliothek (Long Room)
Die Hauptattraktion ist die 1732 gebaute alte Bibliothek, in der neben 200.000 alten Texten das berühmte Book of Kells, aber auch die älteste Harfe Irlands aufbewahrt werden. Spektakulär ist auch der Long Room – ein fast 65 Meter langer Raum, in dem die wertvollsten Bücher aufbewahrt werden. Sie gehört zur Universitätsbibliothek und ist damit aufgrund der bestehenden Gesetzeslage zum Pflichtexemplarrecht eine der umfangreichsten Forschungsbibliotheken des Vereinigten Königreichs und Irlands. Die Sammlung der Bibliothek des Trinity College umfasst mehr als 6 Millionen Exemplare und wächst stetig, da die Universität per Gesetz einen Anspruch auf Erhalt mindestens einer Kopie jedes in Großbritannien oder Irland veröffentlichten Buchs hat.
Eine der Hauptattraktionen ist das Book of Kells, welches seit 2011 Weltdokumentenerbe ist und als das berühmteste mittelalterliche Manuskript der Welt gilt.

### Kampanile
Der 30 Meter hohe Glockenturm (Kampanile) stammt aus dem Jahre 1853. Er wurde von Sir Charles Lanyon erbaut, dem Architekten der Queen’s University in Belfast. Er bildet das Zentrum des Campus-Geländes. Eine abergläubische Tradition der Universität besagt, dass jeder Student, der während des Läutens der Glocke den Turm durchquert, das Examen nicht bestehen wird.

### Kapelle
Die Kapelle befindet sich am Parliament Square (Hauptplatz des College). Sie wurde von Sir William Chambers, seinerseits Architekt von Georg III., entworfen und im Jahr 1798 erbaut. Es war die erste Universitätskapelle der Republik, die konfessionsübergreifend genutzt wird. Seit 1970 ist die Kapelle ökumenisch und wird seitdem auch für Feierlichkeiten der katholischen Collegeangehörigen genutzt. Neben dem anglikanischen Kaplan (als Dean of Residence bezeichnet) gibt es zwei katholische und einen methodistischen Kaplan.

### Prüfungshalle
Die Prüfungshalle wurde nach Plänen von Sir William Chambers im Jahr 1791 fertiggestellt. Auch die Prüfungshalle grenzt an den Parliament Square.

### Weitere Sehenswürdigkeiten
- Statuen von Edmund Burke und Oliver Goldsmith am Haupteingang
- Speisesaal von 1761
- Rektorat von 1760
- Douglas-Hyde-Galerie (zeitgenössische Kunst)
- Berkeley-Bibliothek
- Die Grünanlagen Fellows’ Square, New Square und Library Square
- The Pav, der universitätseigene Pub. Hier gibt es eines der preiswertesten Pints der Stadt. Besonders an Wochenenden ist der Pub sehr gut besucht, oft finden Live-Konzerte statt.

## Rankings

### Universität
Das Trinity College Dublin gilt als beste Universität Irlands, eine der führenden Universitäten Europas und eine der Top-Universitäten der Welt. 2023 belegte das Trinity College Dublin im QS World University Ranking den 98. Platz weltweit. 2012 lag sie noch auf Platz 67. Im relevanten Times Higher Education Ranking belegte sie 2023 den 161. Platz weltweit. Die Rankings haben in den vergangenen 10 Jahren einen Abwärtstrend erfahren.
Der Princeton Review stufte 2015 die Universitätsausbildung am Trinity College im Undergraduate-Bereich als eine der weltweit besten ein. Im Forschungsbereich wurde das Trinity College im Jahr 2014 im weltweiten Vergleich auf Platz 48 und in Europa auf Platz 9 eingestuft.

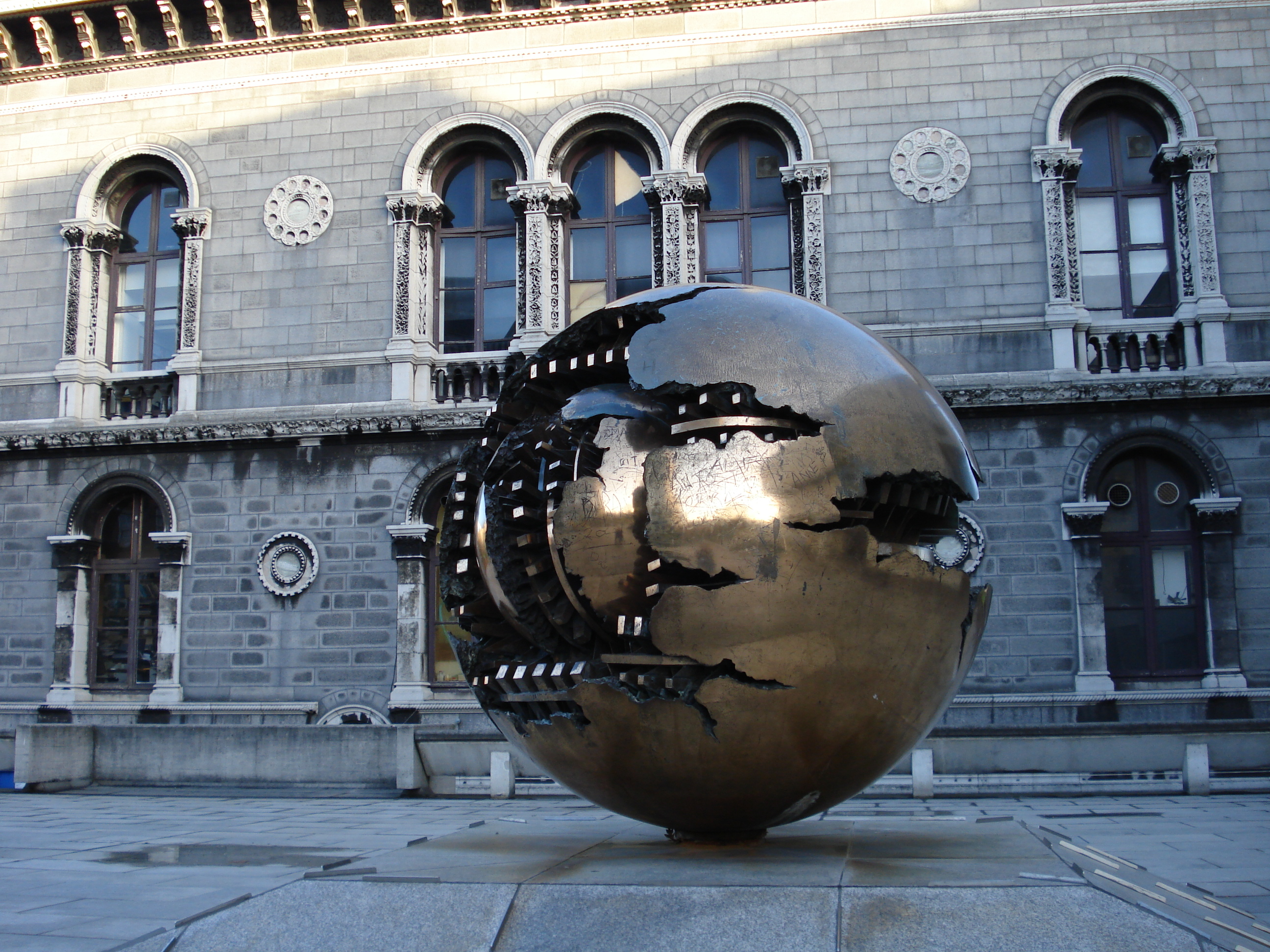
Sphere Within Sphere, Kunstwerk von Arnaldo Pomodoro vor dem Museum Building

Die Universität ist in 16 Fachrichtungen unter den 100 weltweit besten Universitäten und in der Top 1 % in 18 Fachgebieten. So wurde das Trinity College 2011 im Bereich Mathematik auf Platz 15 weltweit und Platz 5 in Europa eingestuft und erzielte in der Zitierungskategorie das weltweit beste Ergebnis. In Geschichte belegt die Universität den weltweit 33. Platz (13. in Europa), 28. Platz weltweit (6. in Europa) in englischer Sprache und Literatur, 31. Platz weltweit  (7. in Europa) in Krankenpflege, 39. Platz weltweit (13. in Europa) in modernen Sprachen und 48. Platz weltweit (16. in Europa) in Biologie. In Politikwissenschaft belegt Trinity College Dublin laut QS den weltweit 31. Platz (8. in Europa) und wurde bei einem anderen Ranking, welches auch die Größe der akademischen Departments beachtet, als das weltweit drittbeste Politik-Department eingestuft.
Mit Studenten aus mehr als 120 verschiedenen Ländern und einem internationalen Studenten- und Forschungsmitarbeiteranteil von 26 % und 39 % ist das College sehr international und belegt im Bereich „International Outlook“ in Universitätsrankings den weltweit 22. Platz. Studierende können als Teil ihres Studiums an einer der mehr als 300 Partneruniversitäten des Colleges studieren, zu denen europäische Top-Universitäten und führende Universitäten von anderen Kontinenten (z. B. Columbia University, University of California, University of Pennsylvania, University of Chicago, Georgetown University, New York University, McGill University, University of Toronto, National University of Singapore, Tsinghua University, Peking University) gehören.
Seit dem Studienjahr 2018/2019 bietet das Trinity College Doppelabschlüsse mit der Columbia University in New York City an. Studierende verbringen die ersten zwei Jahre des Studiums in Dublin und die letzten zwei Jahre in New York und werden Abschlüsse von beiden Universitäten erhalten.

### Business School
Die Trinity Business School hält seit 2021 die Tripple Crown, die gleichzeitige Akkreditierung durch EQUIS, AMBA und AACSB, und hat in den vergangenen Jahren für mehr als 80 Millionen Euro ein neues Gebäude auf dem Campus des Trinity College in der Dubliner Innenstadt erhalten. Im relevanten Ranking der Financial Times der European Business Schools wird die Smurfit School des University College Dublin im Jahr 2022 als beste irische Wirtschaftshochschule geführt, die Trinity Business School mit europaweit Platz 37 als zweitbeste. Das Eduniversal Ranking Best Masters 2023 listet die betriebswirtschaftlichen Master der Trinity Business School konsistent unter den 200 besten der Welt.

## Studentenleben

### Gesellschaften

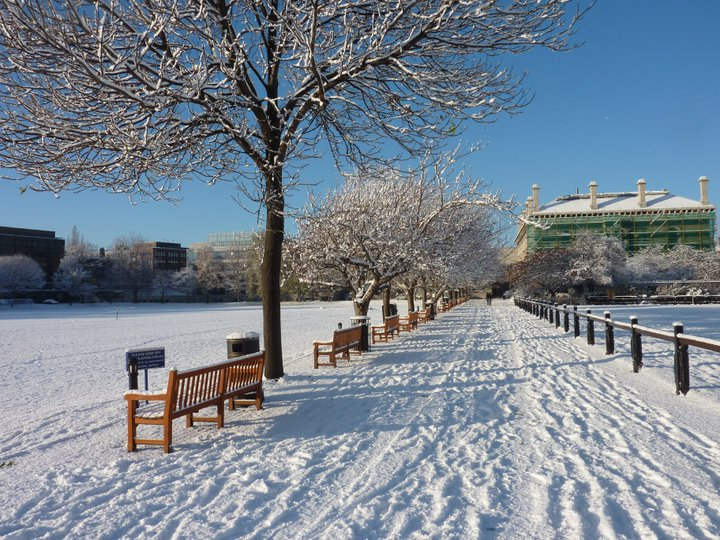
Campus im Winter

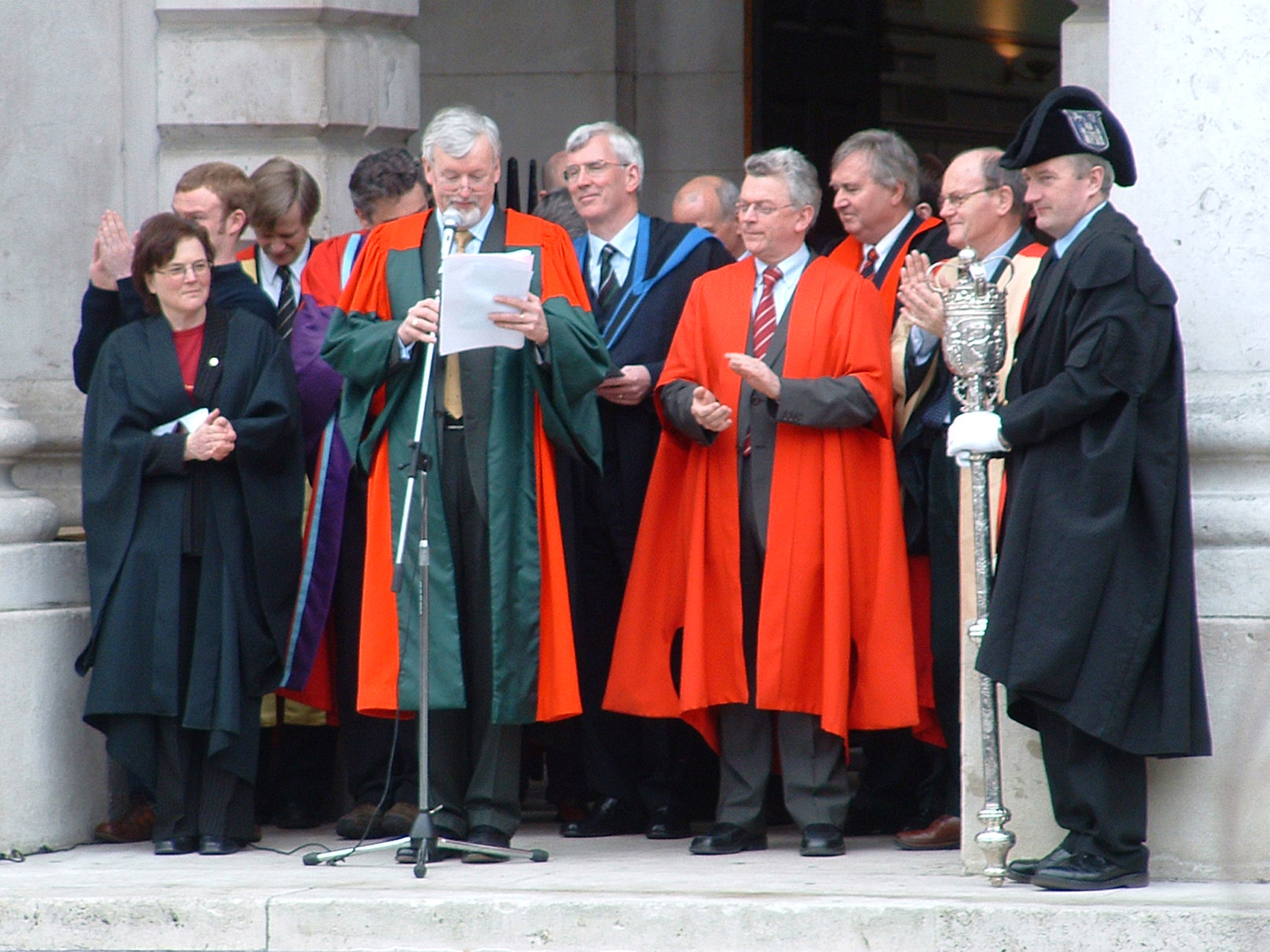
Verkündung der Stipendiaten der Universität

Das Studentenleben am College ist in sogenannten Gesellschaften (Societies) organisiert. Im Jahr 2016 gab es 120 verschiedene Gesellschaften unterschiedlicher Größen. Die älteste Gesellschaft der Universität und älteste student society der Welt ist die im Jahr 1683 gegründete Philosophische Gesellschaft (The Phil). Frühere Mitglieder der „Phil“ sind der Nobelpreisträger Ernest Walton, Literaturnobelpreisträger Samuel Beckett, Dracula-Autor Bram Stoker sowie Oscar Wilde. In den letzten 400 Jahren konnte diese Gesellschaft zahlreiche Persönlichkeiten als Redner für sich gewinnen, in jüngerer Zeit etwa Angela Merkel, Joe Biden, John McCain, Hugh Laurie, Helen Mirren, Bono, Oliver Stone, Alex Ferguson und Jimmy Wales. In den vergangenen Jahrhunderten traten Redner wie James Joyce, Friedrich Engels und Alexis de Tocqueville auf. Zu den ehrenamtlichen Schirmherren der Gesellschaft gehören zahlreiche Nobelpreisträger, Staatschefs, Schauspieler und Intellektuelle wie Al Pacino, Desmond Tutu, Sir Christopher Lee, Stephen Fry, Paul Krugman, Joseph Stiglitz, Joseph Nye und John Mearsheimer.
Eine weitere bekannte Gesellschaft ist die historische Gesellschaft (The Hist), die 1770 gegründet wurde. Im Mittelpunkt der Gesellschaft stehen wöchentliche Debatten. Gegründet wurde „The Hist“ vom politischen Philosophen Edmund Burke. Seither gehörten zu den Mitgliedern der Gesellschaft unter anderem die irischen Revolutionäre Theobald Wolfe Tone, Thomas und Robert Emmet, der Dracula-Autor Bram Stoker und der erste Präsident Irlands Douglas Hyde. Die Gesellschaft konnte im Laufe der Zeit zahlreiche prominente Persönlichkeiten für eine Teilnahme gewinnen, wie zum Beispiel Winston Churchill, Ted Kennedy, Gordon Brown, Ralph Fiennes, Clement Attlee, John Major, Friedensnobelpreisträger John Hume, Nobelpreisträger Jeffrey Sachs, William Butler Yeats, Noam Chomsky, José Manuel Barroso und Ben Kingsley.

### Sport Clubs
Das College hat 50 Sport Clubs. Zu den ältesten Clubs gehören der Cricket Club (gegründet 1835), der Waffenclub (gegründet 1840) sowie der Rugby Club (gegründet 1854), der als zweitältester dokumentierter Rugby Club der Welt bekannt ist und in der ersten irischen Clubliga spielt.

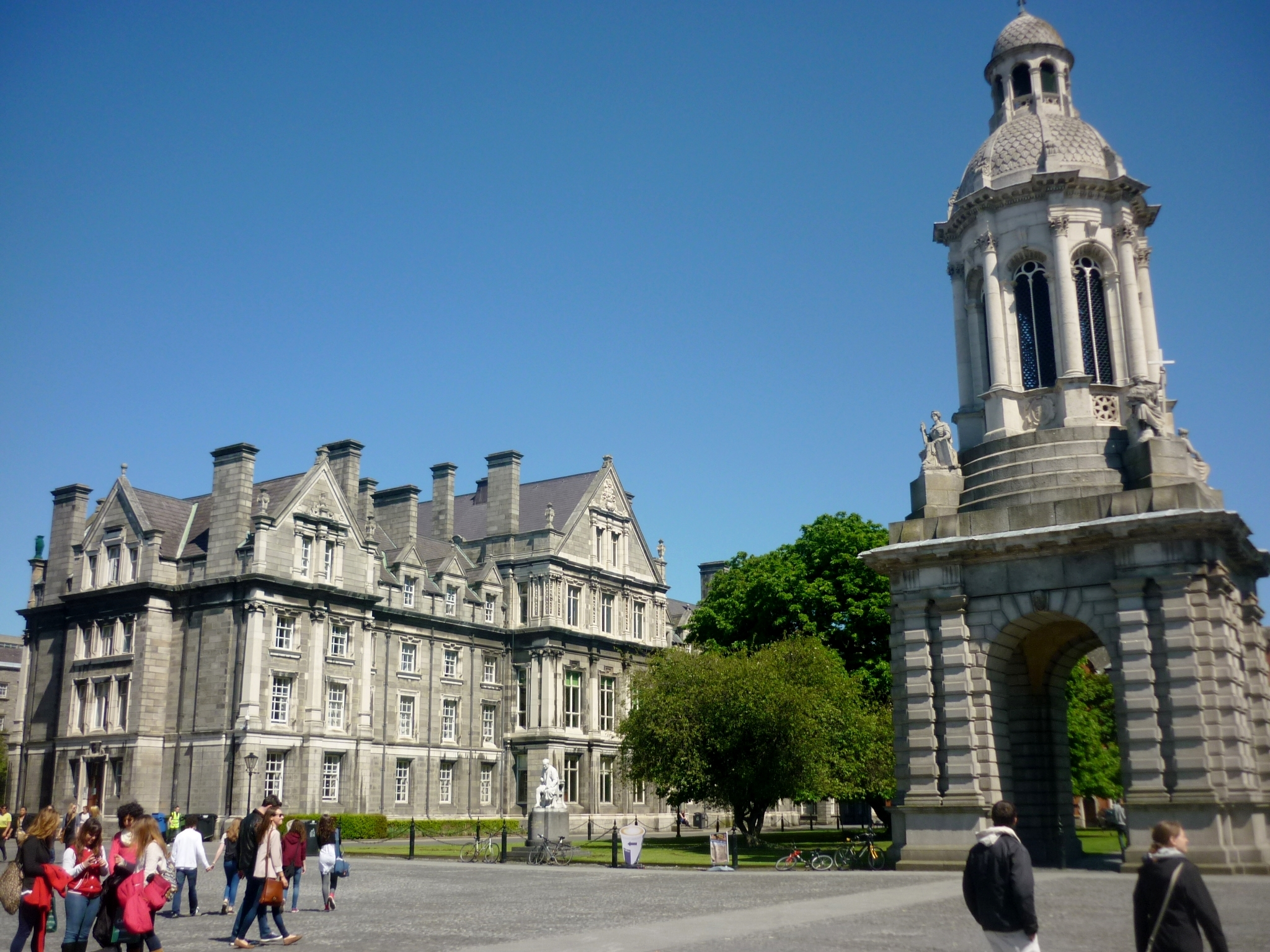
Campanile mit Graduates Memorial Building (GMB), welches von Studentengesellschaften genutzt wird.

### Trinity Ball
Eine weitere Besonderheit ist der jährlich stattfindende Trinity Ball mit rund 7000 Teilnehmern. Im Jahr 2009 wurde der Ball bereits zum 50. Mal abgehalten. Bei dem Ball handelt es sich um Konzerte in der Tradition eines Festivals auf dem Campus der Universität, allerdings sind die Teilnehmer zur strikten Abendgarderobe verpflichtet. Für die Konzerte konnten in der Vergangenheit stets zahlreiche Musiker gewonnen werden. In vergangenen Jahren traten neben vielen anderen Künstlern Calvin Harris, The Kooks, Imagine Dragons, Bastille, Years and Years, Basement Jaxx, Example, Jessie J, Duke Dumont, Ellie Goulding und Jeff Buckley auf.

## Persönlichkeiten

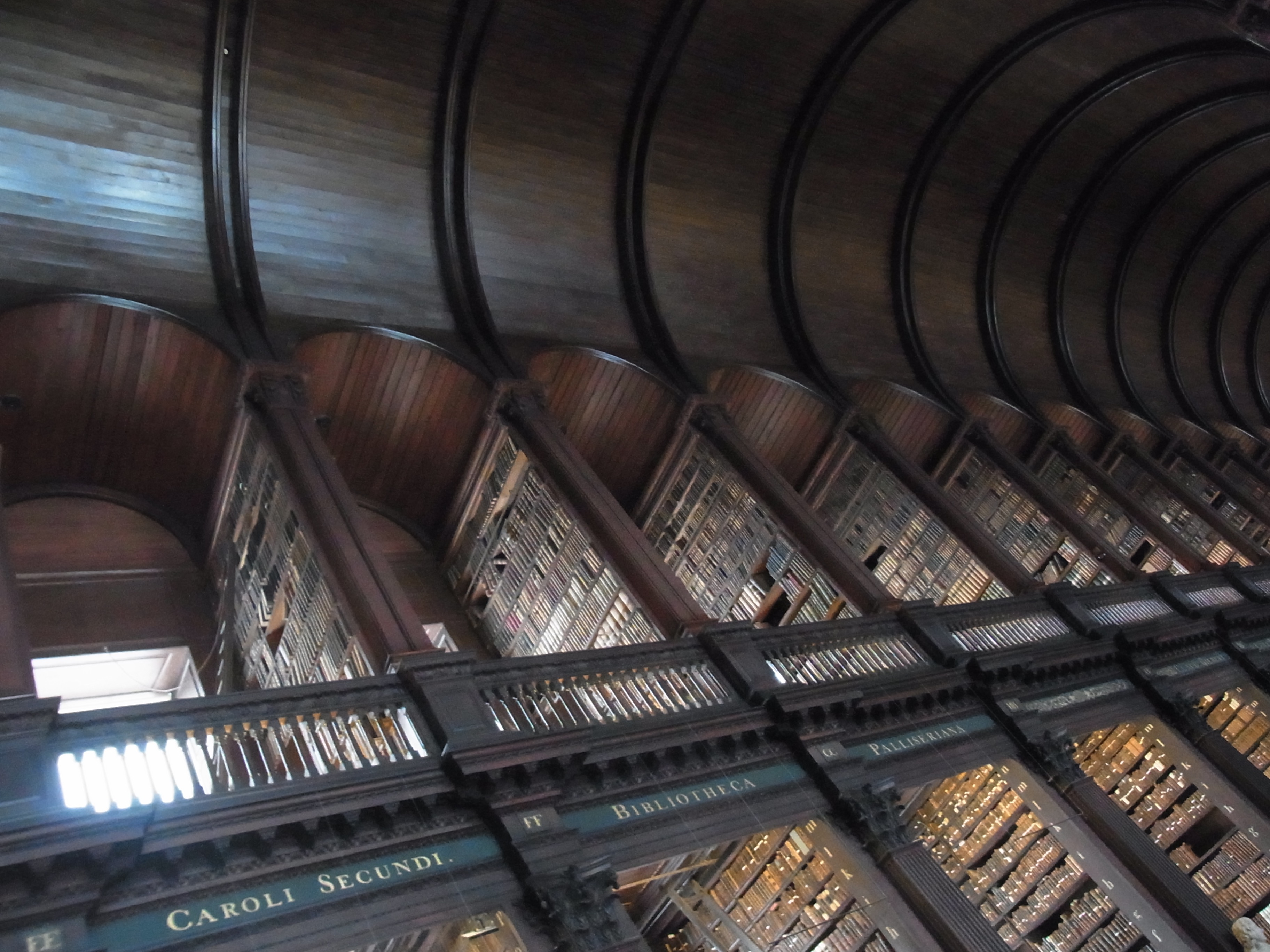
Alte Bibliothek

### Bekannte Hochschullehrer
- James MacCullagh (1809–1847), Mathematik und Physik
- Erwin Schrödinger (1887–1961), Physik
- Maciej Klimek (* 1954), Mathematik
- Mary McAleese (* 1951), von 1997 bis 2011 Präsidentin der Republik Irland, Jura
- Mary Robinson (* 1944), von 1990 bis 1997 Präsidentin der Republik Irland, von 1997 bis 2002, UN-Hochkommissarin für Menschenrechte, 2014: UN-Sondergesandte für den Klimawandel, Jura
- Terry Pratchett (1948–2015), Fantasy-Schriftsteller, Englisch

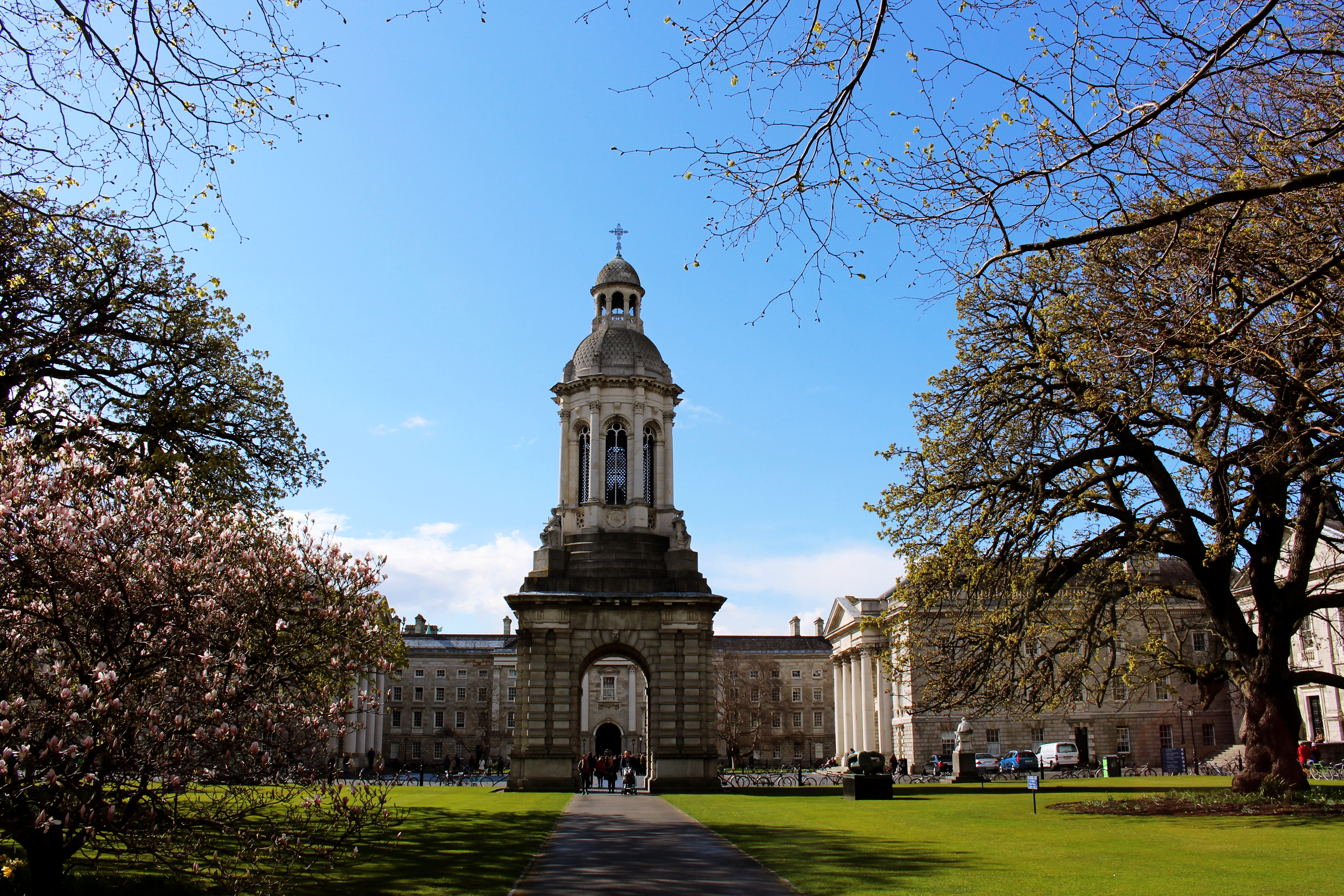
Front Square

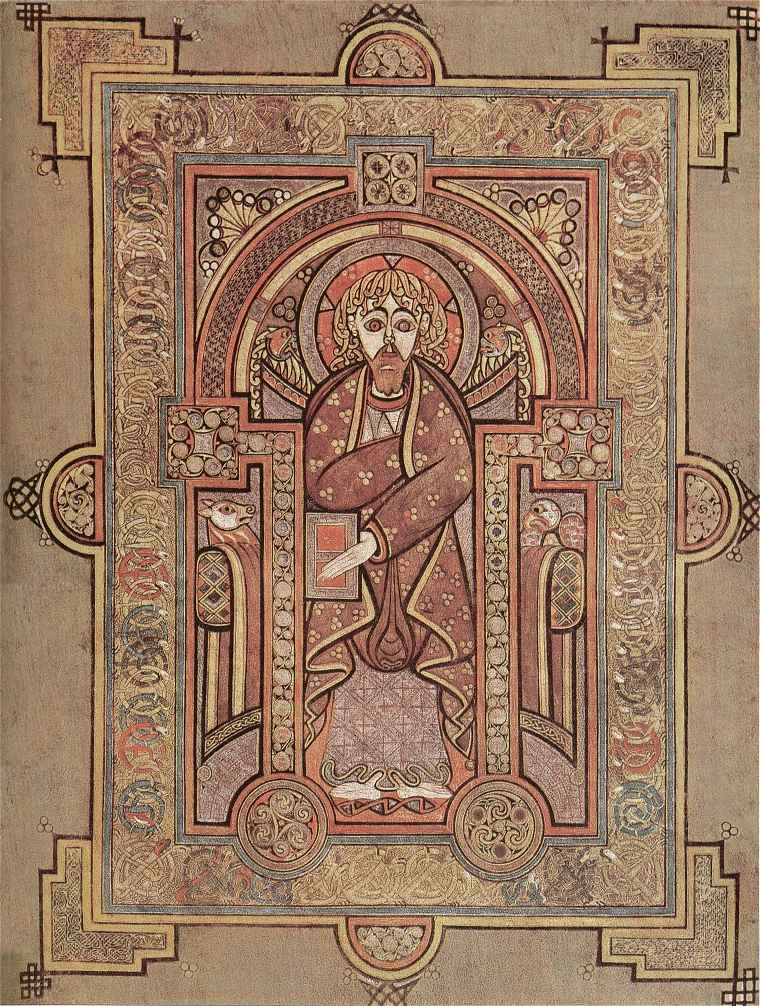
Book of Kells

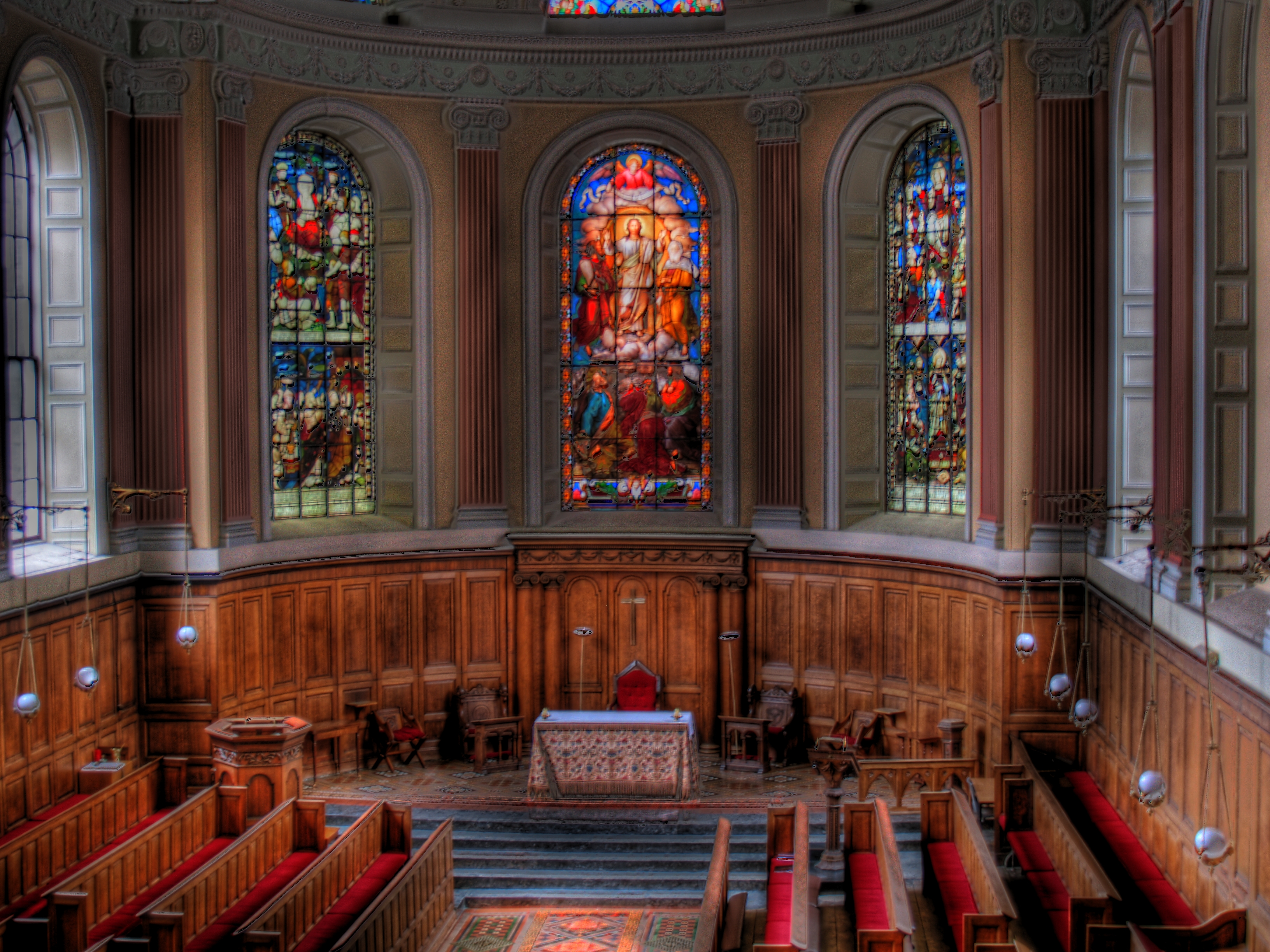
Kapelle

### Bekannte Studenten
- Samuel Beckett (1906–1989), irischer Schriftsteller, Nobelpreisträger
- Julia Bell (1879–1979), englische Humangenetikerin
- Edmund Burke (1729–1797), irischer Schriftsteller, politischer Philosoph, Staatsmann
- Joseph Baylee (1807 o. 1808–1883), britischer Theologe
- William Edward Hartpole Lecky (1838–1903), irischer Historiker
- John B. Bury (1861–1927), irischer Historiker und Philologe
- Frances Cave-Browne-Cave (1876–1965), Mathematikerin und Hochschullehrerin
- Francis Y. Edgeworth (1845–1926), irischer Wirtschaftswissenschaftler
- Oliver Goldsmith (1728–1774), irischer Schriftsteller
- Chris de Burgh (* 1948), irischer Popsänger
- Bram Stoker (1847–1912), irischer Schriftsteller (Dracula)
- Edward A. Thompson (1914–1994), irischer Althistoriker
- Oscar Wilde (1854–1900), irischer Schriftsteller
- William Rowan Hamilton (1805–1865), irischer Mathematiker und Physiker
- Marie Sophie Hingst (1987–2019), deutsche Historikerin und Bloggerin
- George Berkeley (1685–1753), irischer Philosoph
- James Ussher (1581–1656), irisch-anglikanischer Bischof
- Ken Bruen (1951–2025), irischer Schriftsteller
- Pat Cox (* 1952), Präsident des europäischen Parlaments (2002–2004)
- Gerry Ryan (1956–2010), irischer Radio- und Fernsehmoderator
- Conor Kostick (* 1964), britisch-irischer Autor
- Ernest Walton (1903–1995), Nobelpreisträger (Physik)
- William C. Campbell (* 1930), Nobelpreisträger (Medizin)
- Jonathan Swift (1667–1745), Schriftsteller (Gullivers Reisen)
- Louise Richardson (* 1958), Politikwissenschaftlerin, erste weibliche Vice-Chancellor der University of Oxford
- Jaja Anucha Wachuku (1918–1996), nigerianischer Außenminister
- Mairead Maguire (* 1944), Friedensnobelpreisträgerin
- Edward Stafford (1819–1901), Premierminister (Neuseeland)
- Jack Gleeson (* 1992), Game-of-Thrones-Schauspieler
- David McWilliams (* 1966), einflussreichster Ökonom des Vereinigten Königreichs und Irlands
- Douglas Hyde (1860–1949), Dichter, erster Präsident von Irland
- Lenny Abrahamson (* 1966), Oscar-nominierter irischer Regisseur
- Michael O’Leary (* 1961), Vorsitzender Ryanair
- Hozier (* 1990), Musiker
- John Butler Yeats (1839–1922), Künstler
- Robert Emmet (1778–1803), irischer Revolutionär
- Leo Varadkar (* 1979), irischer Premierminister
- Ruth Negga (* 1982), Oscar-nominierte Schauspielerin
- David O’Sullivan (* 1953), EU-Botschafter in Washington, D.C., früherer Generalsekretär der EU-Kommission, Kabinettschef unter EU-Kommissionspräsident Romano Prodi
- Tana French (* 1973), Schriftstellerin
- Sally Rooney (* 1991), Schriftstellerin